# シーボルト記念館
シーボルト記念館（シーボルトきねんかん）は、長崎県長崎市にある、長崎市立の博物館。

## 概要
江戸時代後期に来日し長崎で蘭学を教えたフィリップ・フランツ・フォン・シーボルトの業績を顕彰するために、鳴滝塾跡の隣地に1989年（平成元年）10月1日に開設された。
建立に至っては多くの歴史研究家、医師、次男ハインリヒ・フォン・シーボルトの子孫の関口忠志が奔走し、日本財団を始め多くの寄付金を集め実現した。当時のメンバーの多くはその後1996年にシーボルト父子展、2008年にハインリッヒシーボルト没後100周年記念展等を開催し日本シーボルト協会を設立している。
館の建物はオランダのライデン市内にあるシーボルトの旧宅、玄関部分はシーボルトの祖父カール・カスパルの旧宅をそれぞれ模して造られている。

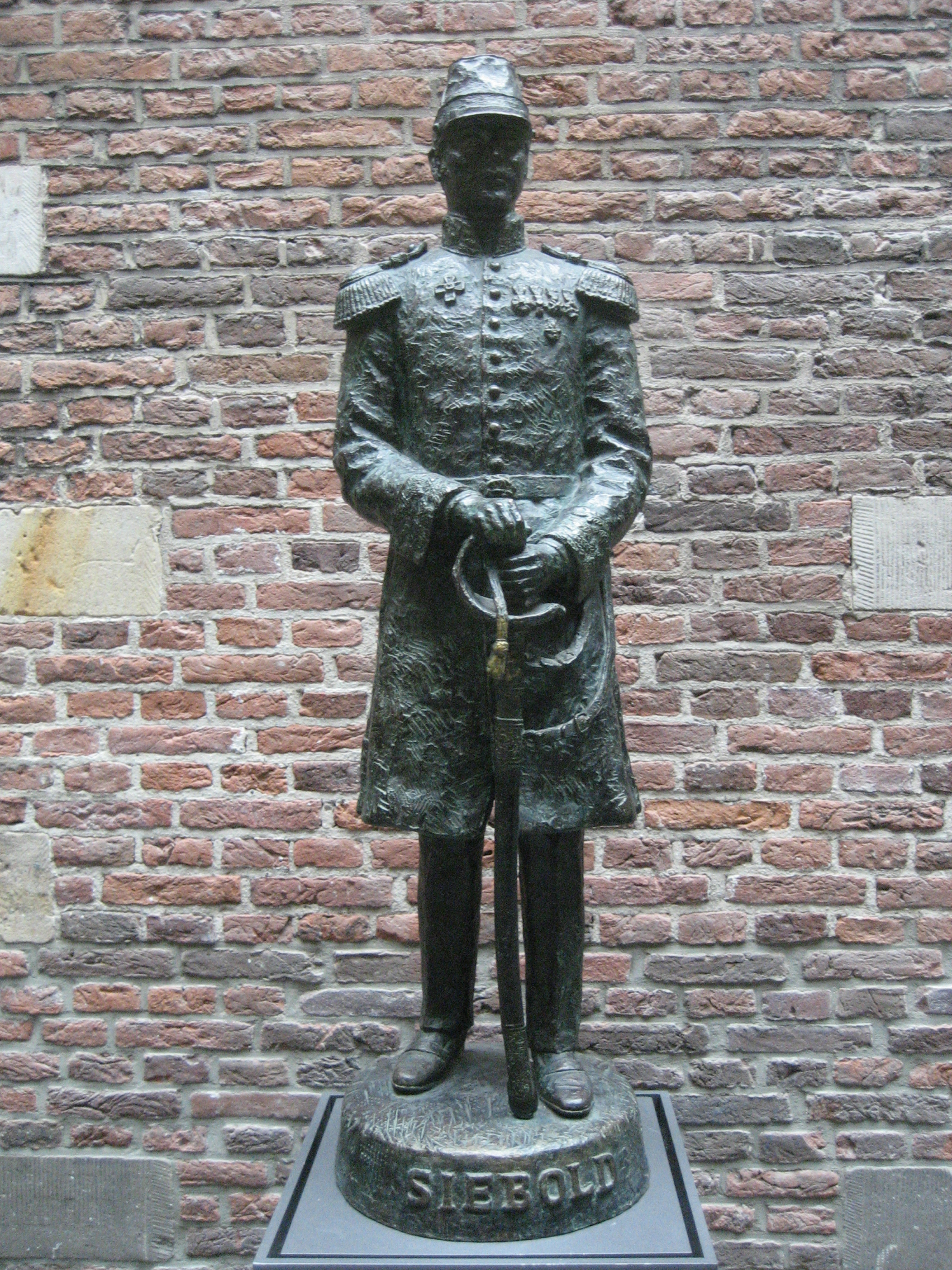
若きシーボルトの像 （1979年）富永直樹

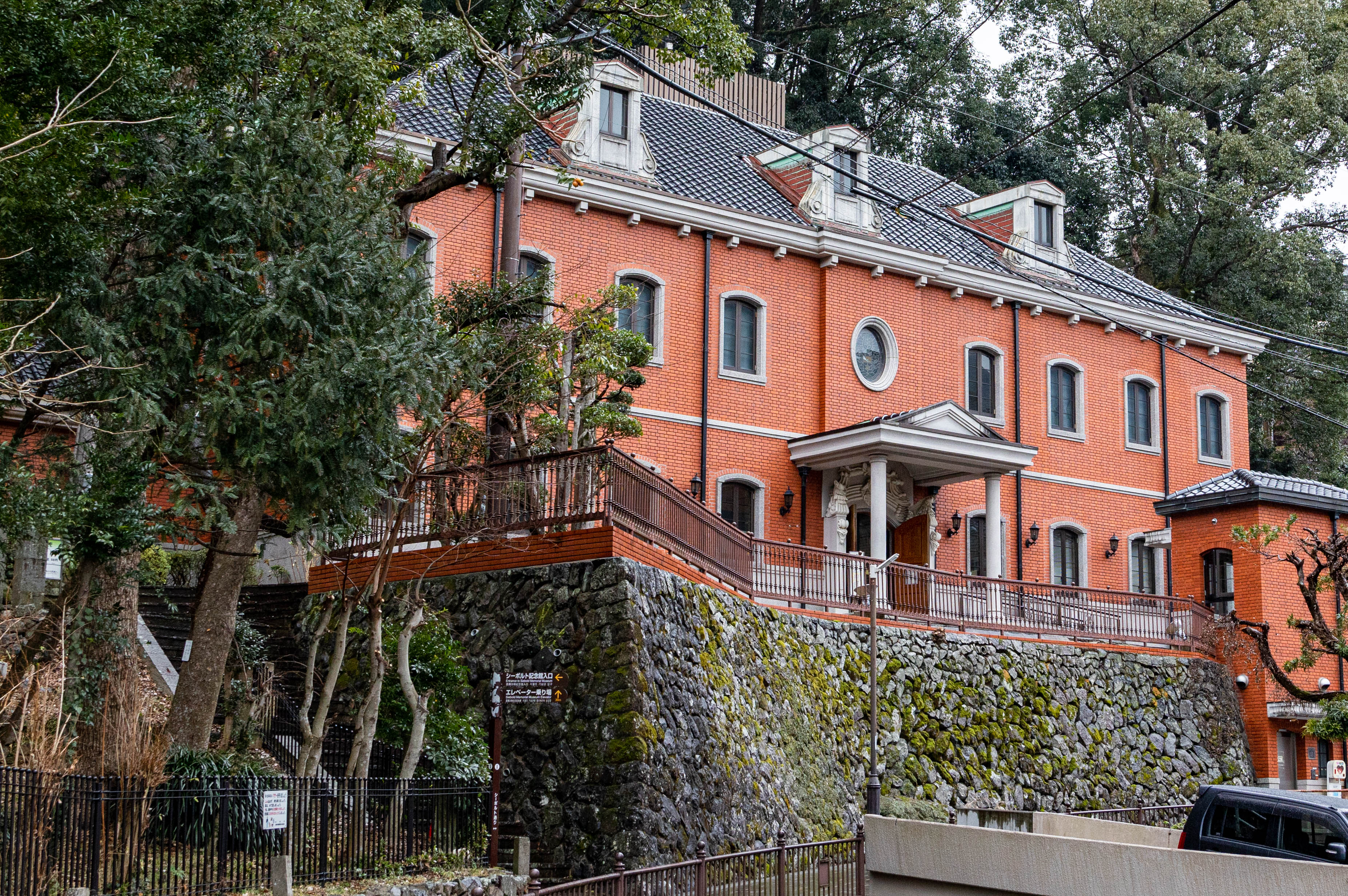
シーボルト記念館
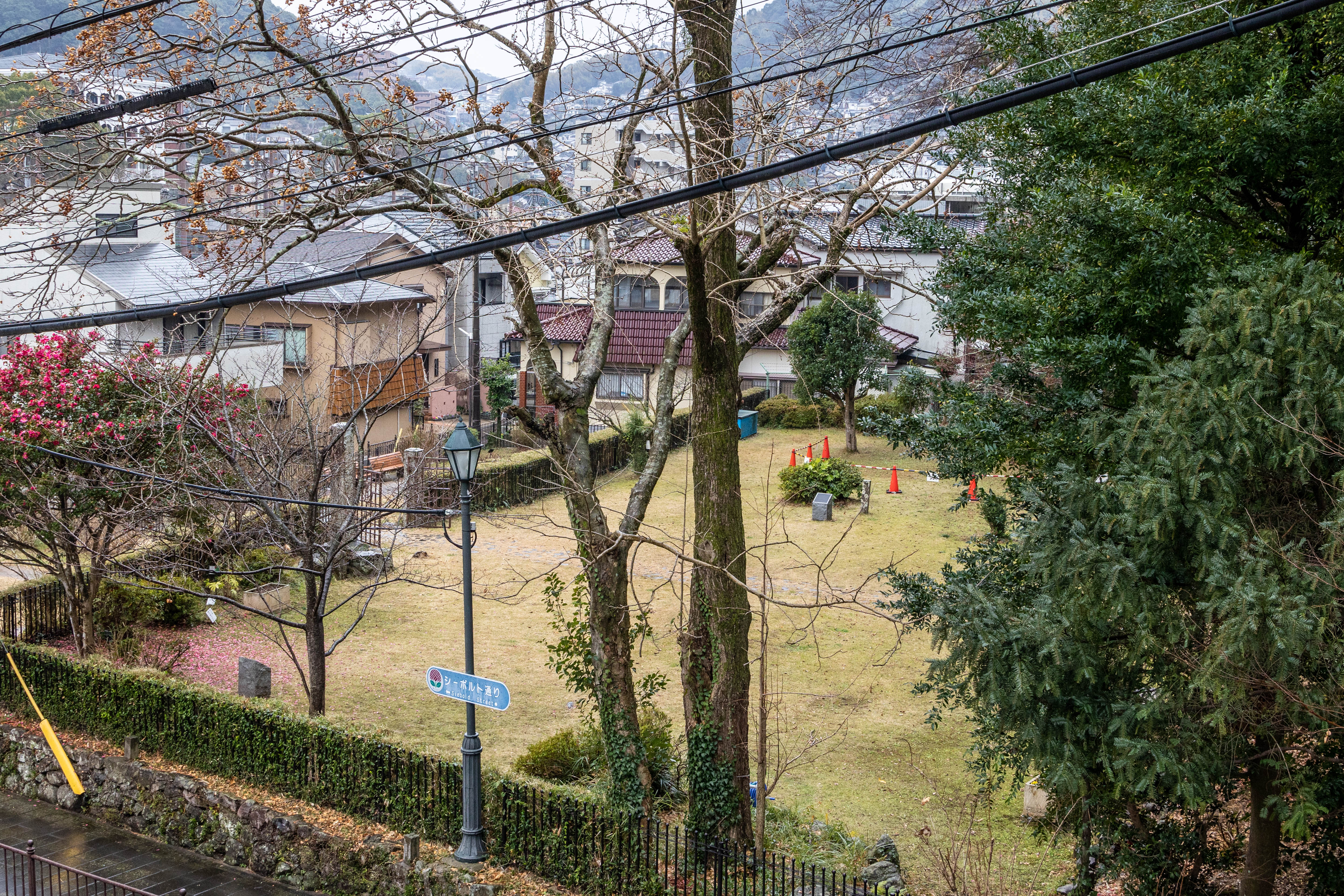
シーボルト記念館に隣接するシーボルト宅跡

## 施設
- 常設展示室 - シーボルトの生涯について紹介。
- 企画展示室 - 年に数回企画展・特別展を行っている。

## 文化財

### 重要文化財（国指定）
- フィリップ・フランツ・フォン・シーボルト関係資料31点
  - シーボルト妻子像螺鈿合子（らでんごうす） 1合（※以下8点は合子の納入品）
    - いね頭髪製羽織紐 1本
    - シーボルト服紋 2片
    - 師デリンゲル頭髪 シーボルト筆包紙共 1包
    - たき頭髪 1包
    - いね頭髪 シーボルト筆包紙共 1包
    - いね頭髪（容器入） 1箇
    - 蘭語俳句 1紙
    - いね三才図 1紙

  - シーボルト書状（内いね宛10通、三瀬周三宛1通） 13通
  - シーボルト処方箋 6通
  - シーボルト名刺 1枚
  - ポンペ・ファン・メールデルフォールト書状 シーボルト宛 1通

（以下は附（つけたり）指定）
- ウエランド初歩蘭語文法書 一八二七年刊 一八三〇年十二月二十六日シーボルト贈与記（いね宛） 1冊
- いね和蘭文請取状 三瀬周三筆 七月四日 1通
- 薬籠 薬瓶共 1合
- 懐中紙入 革製 1箇
- 花鳥螺鈿小箱 1合
- 化粧道具小箱 小道具共 1合
- いね宮内省御用係関係書類 9通
- 福沢諭吉いね推薦状 杉孫七郎宛 1通

（以上楠本家伝来）
- 革鞄 1箇
- 短銃 1挺
- いね臍の緒書 文政十年五月六日 1通
- いね産婆免許鑑札願 明治十七年十一月二十日 1通
- いね遺言状 明治二十四年八月十六日 1通

（以上米山家伝来）
- 眼球模型 1基

（以上高家伝来）

### 史跡（国指定）
- シーボルト宅跡（記念館に隣接）

## 利用情報
- 開館時間 - 9:00〜17:00（入館は16:30まで）
- 休館日 - 12月29日〜1月3日まで（臨時休館あり）
- 観覧料 - 大人100円、小中学生50円。15人以上の団体はそれぞれ20円割引。

## 所在地とアクセス
- 〒850-0011 長崎市鳴滝2丁目7番40号
- 長崎電気軌道蛍茶屋支線新中川町停留場より徒歩7分。
- 長崎駅前より車で15分。

## 周辺
- 鳴滝塾跡（史跡）
- 長崎県立鳴滝高等学校
- シーボルト通り

## 館長
初代館長：福井 英俊
（平成31年1月11日没）（満72歳）
（その他シーボルト記念館指導主事、シーボルト記念館主査任命、日本各地を飛び回りドイツにも2回出張しシーボルトの著作（鳴滝紀要）を書いた。
（参考文献：福井家家系図）